# Kẽm chloride
Kẽm chloride là tên của các hợp chất với công thức hóa học ZnCl2 và các dạng ngậm nước của nó. Kẽm chloride, với tối đa ngậm 9 phân tử nước, là chất rắn không màu hoặc màu trắng, hòa tan rất mạnh trong nước. ZnCl2 khá hút ẩm và thậm chí dễ chảy nước. Do đó, các mẫu vật của muối này nên được bảo vệ tránh các nguồn ẩm, kể cả hơi nước có trong không khí xung quanh. Kẽm chloride có ứng dụng rộng rãi trong quá trình xử lý vải, thông lượng luyện kim và tổng hợp hóa học. Không có khoáng chất nào có thành phần hóa học này được biết đến ngoại trừ simonkolleit, một khoáng chất rất hiếm, chứa muối kiềm của kẽm chloride, với công thức Zn5(OH)8Cl2·H2O.

## Cấu trúc và tính chất
Bốn dạng tinh thể (đa hình) của ZnCl2: α, β, γ, và δ đã được biết tới, và trong từng dạng đa hình các ion Zn2+ đều được kết nối tứ diện với 4 nguyên tử clo.

## Điều chế và tinh chế
ZnCl2 khan có thể được điều chế từ kẽm và axit clohydric.
Zn (r) + 2 HCl → ZnCl2 + H2 (k)
Các dạng hydrat và các dung dịch nước có thể được điều chế tương tự bằng cách cho Zn kim loại tác dụng với axit clohydric. Kẽm oxit và kẽm sulfide phản ứng với HCl:
ZnS (rắn) +  HCl (dung dịch) → ZnCl2 (dung dịch) + H2S (bay hơi)
Không giống như nhiều nguyên tố khác, kẽm chủ yếu chỉ tồn tại trong một trạng thái oxy hóa, +2, làm đơn giản hoá việc tinh chế chloride.
Các mẫu thương mại của kẽm chloride thường chứa nước và các sản phẩm tạp chất từ thủy phân. Các mẫu này có thể được tinh chế bằng cách kết tinh lại từ đioxan nóng. Các mẫu khan có thể được tinh chế bằng cách thăng hoa trong một dòng khí hydro chloride, tiếp theo là làm nóng tới 400 ℃ trong một dòng khí nitơ. Cuối cùng, phương pháp đơn giản nhất là xử lý kẽm chloride với thionyl chloride.

## Hợp chất khác
ZnCl2 còn tạo một số hợp chất với NH3, như ZnCl2·NH3 là tinh thể trắng, ZnCl2·2NH3 là bột không màu, ZnCl2·4NH3 là bột màu trắng, ZnCl2·5NH3·H2O là tinh thể trắng dễ chảy hay ZnCl2·6NH3 là chất rắn màu trắng.
ZnCl2 còn tạo một số hợp chất với N2H4, như ZnCl2·2N2H4 là chất rắn màu trắng.
ZnCl2 còn tạo một số hợp chất với NH2OH, như ZnCl2·2NH2OH là chất rắn màu trắng.
ZnCl2 còn tạo một số hợp chất với CO(NH2)2, như ZnCl2·2CO(NH2)2 là tinh thể không màu, D = 1,91 g/cm³.
ZnCl2 còn tạo một số hợp chất với CON3H5, như ZnCl2·CON3H5 và ZnCl2·2CON3H5 đều là tinh thể không màu, D = 2,08 g/cm³.
ZnCl2 còn tạo một số hợp chất với CON4H6, như ZnCl2·2CON4H6 là tinh thể không màu.
ZnCl2 còn tạo một số hợp chất với CS(NH2)2, như ZnCl2·2CS(NH2)2 là tinh thể không màu, D = 1,976 g/cm³ (đo), 1,978 g/cm³ (tính toán).
ZnCl2 còn tạo một số hợp chất với CSN3H5, như ZnCl2·CSN3H5 là tinh thể không màu, D = 2,25 g/cm³ hay ZnCl2·2CSN3H5 là tinh thể trắng, nóng chảy ở 145 °C (293 °F; 418 K).
ZnCl2 còn tạo một số hợp chất với CSN4H6, như ZnCl2·2CSN4H6 là tinh thể không màu.
ZnCl2 còn tạo một số hợp chất với CSeN3H5, như ZnCl2·CSeN3H5 là tinh thể trắng, tan trong nước, cồn, không tan trong etanol.
ZnCl2 còn tạo một số hợp chất với CSeN4H6, như ZnCl2·2CSeN4H6 là tinh thể không màu.

## Sách tham khảo
- N. N. Greenwood, A. Earnshaw, Chemistry of the Elements, 2nd ed., Butterworth-Heinemann, Oxford, UK, 1997.
- Lide, D. R., biên tập (2005). CRC Handbook of Chemistry and Physics (ấn bản thứ 86). Boca Raton (FL): CRC Press. ISBN 0-8493-0486-5.
- The Merck Index, 7th edition, Merck & Co, Rahway, New Jersey, USA, 1960.
- D. Nicholls, Complexes and First-Row Transition Elements, Macmillan Press, London, 1973.
- J. March, Advanced Organic Chemistry, 4th ed., p. 723, Wiley, New York, 1992.
- G. J. McGarvey, in Handbook of Reagents for Organic Synthesis, Volume 1: Reagents, Auxiliaries and Catalysts for C-C Bond Formation, (R. M. Coates, S. E. Denmark, eds.), pp. 220–3, Wiley, New York, 1999.